# Wioślarstwo na Letnich Igrzyskach Olimpijskich 2016
Wioślarstwo na XXXI Letnich Igrzyskach Olimpijskich w Rio de Janeiro rozegrane zostało w dniach 6-13 sierpnia. Zawody odbyły się na torze Lagoa Rodrigo de Freitas.

## Rozgrywane konkurencje
| Konkurencja                       | Kobiety | Mężczyźni |
| --------------------------------- | ------- | --------- |
| jedynka                           | W1x     | M1x       |
| dwójka podwójna                   | W2x     | M2x       |
| dwójka podwójna wagi lekkiej      | LW2x    | LM2x      |
| dwójka bez sternika               | W2-     | M2-       |
| czwórka podwójna                  | W4x     | M4x       |
| czwórka bez sternika wagi lekkiej |         | LM4-      |
| czwórka bez sternika              |         | M4-       |
| ósemka                            | W8+     | M8+       |

## Rezultaty

### Mężczyźni
| Konkurencja                              | Złoto | Czas    | Srebro | Czas    | Brąz | Czas    |
| M1x (jedynka)                            | Mahé Drysdale | 6:41,34 | Damir Martin | 6:41,34 | Ondřej Synek | 6:44,10 |
| M2x (dwójka podwójna)                    | Chorwacja · Martin Sinković · Valent Sinković | 6:50,28 | Litwa · Saulius Ritter · Mindaugas Griškonis | 6:51,39 | Norwegia · Olaf Tufte · Kjetil Borch | 6:53,25 |
| LM2x (dwójka podwójna wagi lekkiej)      | Francja · Pierre Houin · Jérémie Azou | 6:30,70 | Irlandia · Gary O'Donovan · Paul O'Donovan | 6:31,23 | Norwegia · Are Strandli · Kristoffer Brun | 6:31,39 |
| M2- (dwójka bez sternika)                | Nowa Zelandia · Hamish Bond · Eric Murray | 6:59,71 | Południowa Afryka · Shaun Keeling · Lawrence Brittain | 7:02,51 | Włochy · Marco Di Costanzo · Giovanni Abagnale | 7:04,52 |
| M4x (czwórka podwójna)                   | Niemcy · Karl Schulze · Hans Gruhne · Lauritz Schoof · Philipp Wende                                                                                           | 6:06,81 | Australia · James McRae · Karsten Forsterling · Cameron Girdlestone · Alexander Belonogoff                                                                           | 6:07,96 | Estonia · Kaspar Taimsoo · Allar Raja · Tõnu Endrekson · Andrei Jämsä                                                                                              | 6:10,65 |
| M4- (czwórka bez sternika)               | Wielka Brytania · Alex Gregory · Mohamed Sbihi · Constantine Louloudis · George Nash                                                                           | 5:58,61 | Australia · Joshua Dunkley-Smith · William Lockwood · Josh Booth · Alexander Hill                                                                                    | 6:00,44 | Włochy · Giuseppe Vicino · Matteo Castaldo · Matteo Lodo · Domenico Montrone                                                                                       | 6:03,85 |
| LM4- (czwórka bez sternika wagi lekkiej) | Szwajcaria · Simon Niepmann · Lucas Tramer · Mario Gyr · Simon Schürch                                                                                         | 6:20,51 | Dania · Morten Jørgensen · Kasper Winther Jørgensen · Jacob Barsøe · Jacob Larsen                                                                                    | 6:21,97 | Francja · Thomas Baroukh · Franck Solforosi · Guillaume Raineau · Thibault Colard                                                                                  | 6:22,85 |
| M8+ (ósemka)                             | Wielka Brytania · Matthew Langridge · Phelan Hill · Andrew Triggs Hodge · Peter Reed · William Satch · Tom Ransley · Matt Gotrel · Scott Durant · Paul Bennett | 5:29,63 | Niemcy · Richard Schmidt · Martin Sauer · Eric Johannesen · Hannes Ocik · Andreas Kuffner · Maximilian Reinelt · Felix Drahotta · Malte Jakschik · Maximilian Munski | 5:30,96 | Holandia · Olivier Siegelaar · Kaj Hendriks · Robert Lücken · Boaz Meylink · Boudewijn Röell · Dirk Uittenbogaard · Mechiel Versluis · Peter Wiersum · Tone Wieten | 5:31,59 |

### Kobiety
| Konkurencja                         | Złoto | Czas    | Srebro | Czas    | Brąz | Czas    |
| W1x (jedynka)                       | Kim Crow | 7:21,54 | Gevvie Stone | 7:22,92 | Duan Jingli | 7:24,13 |
| W2x (dwójka podwójna)               | Polska · Magdalena Fularczyk-Kozłowska · Natalia Madaj | 7:40,10 | Wielka Brytania · Katherine Grainger · Victoria Thornley | 7:41,05 | Litwa · Milda Valčiukaitė · Donata Vištartaitė | 7:43,76 |
| LW2x (dwójka podwójna wagi lekkiej) | Holandia · Maaike Head · Ilse Paulis | 7:04,73 | Kanada · Lindsay Jennerich · Patricia Obee | 7:05,88 | Chiny · Huang Wenyi · Pan Feihong | 7:06,49 |
| W2- (dwójka bez sternika)           | Wielka Brytania · Helen Glover · Heather Stanning | 7:18,29 | Nowa Zelandia · Rebecca Scown · Genevieve Behrent | 7:19,53 | Dania · Hedvig Rasmussen · Anne Andersen | 7:20,71 |
| W4x (czwórka podwójna)              | Niemcy · Julia Lier · Carina Bär · Lisa Schmidla · Annekatrin Thiele                                                                                                | 6:49,39 | Holandia · Inge Janssen · Chantal Achterberg · Carline Bouw · Nicole Beukers                                                                                                 | 6:50,33 | Polska · Monika Ciaciuch · Maria Springwald · Agnieszka Kobus · Joanna Leszczyńska                                                                               | 6:50,86 |
| W8+ (ósemka)                        | Stany Zjednoczone · Katelin Snyder · Meghan Musnicki · Amanda Polk · Elle Logan · Tessa Gobbo · Lauren Schmetterling · Emily Regan · Amanda Elmore · Kerry Simmonds | 6:01,49 | Wielka Brytania · Zoe De Toledo · Frances Houghton · Polly Swann · Zoe Lee · Jessica Eddie · Katie Solesbury Greves · Melanie Wilson · Karen Bennett · Olivia Carnegie-Brown | 6:03,98 | Rumunia · Ioana Craciun · Laura Oprea · Daniela Druncea · Adelina Cojocariu · Roxana Cogianu · Mădălina Bereș · Andreea Boghian · Mihaela Petrilă · Iuliana Popa | 6:04,10 |

## Tabela medalowa
| Miejsce | Państwo           | Złoto | Srebro | Brąz | Razem |
| 1       | Wielka Brytania   | 3     | 2      | 0    | 5     |
| 2       | Niemcy            | 2     | 1      | 0    | 3     |
| 2       | Nowa Zelandia     | 2     | 1      | 0    | 3     |
| 3       | Australia         | 1     | 2      | 0    | 3     |
| 4       | Holandia          | 1     | 1      | 1    | 3     |
| 5       | Chorwacja         | 1     | 1      | 0    | 2     |
| 5       | Stany Zjednoczone | 1     | 1      | 0    | 2     |
| 6       | Polska            | 1     | 0      | 1    | 2     |
| 6       | Francja           | 1     | 0      | 1    | 2     |
| 7       | Szwajcaria        | 1     | 0      | 0    | 1     |
| 8       | Dania             | 0     | 1      | 1    | 2     |
| 8       | Litwa             | 0     | 1      | 1    | 2     |
| 9       | Kanada            | 0     | 1      | 0    | 1     |
| 9       | Irlandia          | 0     | 1      | 0    | 1     |
| 9       | Południowa Afryka | 0     | 1      | 0    | 1     |
| 10      | Chiny             | 0     | 0      | 2    | 2     |
| 10      | Włochy            | 0     | 0      | 2    | 2     |
| 10      | Norwegia          | 0     | 0      | 2    | 2     |
| 11      | Czechy            | 0     | 0      | 1    | 1     |
| 11      | Estonia           | 0     | 0      | 1    | 1     |
| 11      | Rumunia           | 0     | 0      | 1    | 1     |
| ------- | ----------------- | ----- | ------ | ---- | ----- |